# Chất béo trans

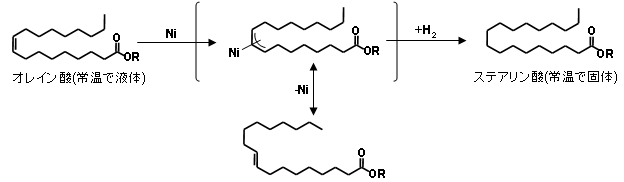
Chất béo Trans

Chất béo trans, chất béo dạng trans hay acid béo dạng trans (tên tiếng Anh: trans fat hay trans fatty acid), còn gọi là chất béo cấu hình khác bên hoặc acid béo xấu (nhiều tài liệu vẫn gọi không đúng là chất béo chuyển hóa hay acid béo chuyển hóa) là một loại chất béo được hình thành bằng phương pháp hydro hóa dầu ăn, nhằm giúp thực phẩm được bảo quản lâu hơn, bắt mắt và hấp dẫn người tiêu dùng hơn. Chất béo độc hại này thường có trong các loại thực phẩm chế biến sẵn như bánh cookies, khoai tây chiên, quẩy nóng, gà rán, thịt rán… Chất béo trans tồn tại trong nhiều loại thực phẩm tự nhiên, và cả trong thực phẩm công nghiệp. Từ thịt … đến bánh ngọt, bánh quy, bánh nướng. Hàm lượng các axit béo trans là tương đối thấp trong thịt, nhưng cao hơn nhiều trong ngành công nghiệp bánh ngọt và đồ ăn nhẹ.

## Đặc điểm
Chất béo trans có tính chất hóa học đặc thù. Ở góc độ sinh hóa, đặc trưng của axit béo trans không sai khác nhiều so với axít béo thông thường. Chính vị trí của hai nguyên tử hydro trong chuỗi phân tử carbon làm nên sự khác biệt. Axít béo trans là axít béo không bão hòa, vì chúng có một liên kết đôi giữa hai nguyên tử carbon với hai nguyên tử hydro theo vị trí gọi là "trans" (ở hai bên đối nghịch nhau, khác với vị trí "cis" ở cùng một bên). Tính chất này dẫn đến một cấu trúc không gian cố định, bởi vì axít béo trans có đặc tính sinh lý và hóa sinh rất chính xác.

## Nguy hại
Theo nghiên cứu của các nhà khoa học Mỹ và Tổ chức Y tế thế giới, chất béo trans, giống như chất béo bão hòa (saturated fat), làm tăng cao mức lipoprotein và triglycerid, tăng hàm lượng cholesterol xấu (LDL-C) và làm giảm lượng cholesterol tốt (HLD) trong máu, gây nguy cơ mắc bệnh xơ vữa động mạch.
. Ngoài ra, chất béo này khi xâm nhập và đông đặc trong máu, tạo ra những mảng tiểu cầu dạng mỡ bám vào thành mạch máu, dần dần bịt kín mạch máu, hậu quả làm cho máu không lưu thông được, gây tắc nghẽn và dẫn đến nguy cơ đột quỵ. Một quá trình làm cho các động mạch vành bị tắc nghẽn, giảm lưu lượng máu nuôi tim, dẫn đến tình trạng xảy ra các cơn đau thắt ngực, đột quỵ, nhồi máu cơ tim, và các bệnh mãn tính khác như tiểu đường, v.v. Chất béo trans thực sự là yếu tố gây hại cho những người hay dùng thực phẩm chế biến sẵn.
Người Mỹ tiêu thụ lượng chất béo bão hòa và chất béo trans chiếm 4-5% lượng calorie cần thiết trong mỗi bữa ăn, hơn gấp đôi mức khuyến cáo của Hội Tim mạch Mỹ. Vì vậy, mỗi năm, nước Mỹ có 12,5 triệu người mắc bệnh động mạch vành tim và trên 500.000 người chết vì bệnh tim mạch, trong đó riêng Tại New York, có đến hơn 500 người chết vì bệnh tim mạch có liên quan đến chất béo trans hằng năm. Dùng chất này tăng nguy cơ mắc bệnh trầm cảm lên đến 48% so với những người không ăn.

## Biện pháp
Năm 2003, Đan Mạch trở thành quốc gia đầu tiên đưa ra luật để quản lý các loại thực phẩm chế biến sẵn có chứa chất béo trans. Tiếp theo đó, Canada trở thành quốc gia thứ hai áp dụng luật khi yêu cầu tất cả các loại thực phẩm phải ghi rõ hàm lượng chất béo trans trên bao bì. Tại Hoa Kỳ, Cục Quản lý thực phẩm và dược phẩm quy định bắt buộc in hàm lượng chất béo trans lên nhãn bao bì thực phẩm và khuyến nghị người dân sử dụng các sản phẩm càng ít chất béo chuyển hóa càng tốt.